# Грозное (Вольнянский район)
Грозное (укр. Грізне) — село,
Любимовский сельский совет,
Вольнянский район,
Запорожская область,
Украина.
Код КОАТУУ — 2321582506. Население по переписи 2001 года составляло 131 человек.

## Географическое положение
Село Грозное находится на правом берегу небольшой реки, притока Вольнянки,
выше по течению на расстоянии в 2 км расположено село Новогупаловка,
ниже по течению на расстоянии в 2 км расположено село Новотроицкое.

## История
- 1898 год — дата основания.